# Denys Prokopenko
Denys Hennadijovyč Prokopenko (in ucraino: Денис Геннадійович Прокопенко, AFI: [deˈnɪs ɦeˈnːad⁽ʲ⁾ijoʋɪt͡ʃ prokoˈpɛnko]; 27 giugno 1991) è un militare ucraino di etnia e origine finnico-careliana, Eroe dell'Ucraina e comandante del 1º Corpo d'armata "Azov" della Guardia nazionale dell'Ucraina.
È anche conosciuto come Rédis (in ucraino Ре́діс?), il suo vecchio soprannome da ultras della tifoseria calcistica e diventato il suo nome di battaglia da militare. I suoi subordinati si rivolgono a lui in modo informale chiamandolo "Fratello Rédis" o "Compagno Rédis".
Ha comandato i reparti del Reggimento Azov nella aspra e sanguinosa battaglia di Mariupol' durante l'invasione russa dell'Ucraina; dopo una lunga ed accanita resistenza, le truppe ucraine si sono arrese il 16-20 maggio 2022 e i superstiti, compreso Denys Prokopenko, sono stati fatti prigionieri dai russi e filo-russi della Repubblica Popolare di Doneck.
Attraverso accordi politici al massimo livello, i cui contorni non sono ancora chiari, Prokopenko e altri importanti capi ucraini catturati a Mariupol'sono stati consegnati dai russi alla Turchia nell'ottobre 2022, apparentemente con l'accordo che avrebbero dovuto essere trattenuti fino al termine della guerra. Nel luglio 2023 invece Prokopenko e gli altri prigionieri sono stati liberati e sono tornati in patria.

## Biografia

### Gioventù
Prokopenko è di origini finnico-careliane. Suo nonno fu l'unico membro della sua famiglia a sopravvivere prestando servizio nelle Forze di difesa finlandesi durante la guerra d'inverno contro l'Unione Sovietica. In seguito alla sconfitta della Finlandia e al Trattato di Mosca, gran parte della Carelia finlandese venne ceduta alla Russia, lasciando aperta la cosiddetta questione careliana per gli abitanti della regione ed i loro discendenti. Di conseguenza Prokopenko considera la sua lotta contro la Federazione russa anche una questione personale, strettamente collegata alla storia della sua famiglia.
Si è laureato in lingue e letterature straniere presso il dipartimento di filologia germanica dell'Università Linguistica Nazionale di Kiev, ottenendo una specializzazione per l'insegnamento della lingua inglese. Nel frattempo praticava sport e militava nel gruppo ultras neonazista "White Boys Club" della tifoseria della Dinamo Kiev.

### Carriera militare
A partire dal 2014 ha preso parte alla guerra del Donbass, dimostrando subito doti di leadership e ottenendo il comando di un plotone e successivamente di una compagnia del Battaglione Azov. Nel settembre 2017 è stato promosso comandante dell'unità, nel frattempo divenuta un reggimento.
In seguito all'invasione russa dell'Ucraina, Prokopenko è divenuto uno dei principali comandanti durante l'assedio di Mariupol da parte dell'esercito della Federazione russa. Il 7 marzo 2022 ha registrato un videomessaggio in cui chiedeva la chiusura dei cieli dell'Ucraina. Il 19 marzo 2022 il Presidente Volodymyr Zelens'kyj ha insignito del titolo di Eroe dell'Ucraina i comandanti di due unità impegnate nella difesa di Mariupol': il maggiore Denys Prokopenko del Reggimento Azov e il colonnello Volodymyr Baranjuk della 36ª Brigata fanteria di marina "per il coraggio, le tattiche efficaci per respingere gli attacchi nemici e la protezione dell'eroica città di Mariupol". Il 13 aprile 2022 è stato promosso al grado di tenente colonnello. Il 20 maggio, dopo quasi tre mesi di assedio, Prokopenko si è arreso alle forze russe insieme agli ultimi difensori di Mariupol, asserragliati nell'acciaieria Azovstal'. Il 24 maggio sua moglie Kateryna riceve una telefonata da parte sua in cui le dice che attualmente è prigioniero dei russi.
Il 21 settembre 2022 Denys Prokopenko, insieme al suo vice Svjatoslav Palamar e altri 3 comandanti dei reparti ucraini fatti prigionieri a Mariupol' sono stati liberati nell'ambito di uno scambio di prigionieri, per rimanere sotto la protezione della Turchia fino al termine dalla guerra. Sono stati interessati dallo scambio 215 uomini da parte ucraina e 55 da parte russa, con l'aggiunta dell'oligarca Viktor Medvedčuk catturato il 12 aprile 2022.
L'8 luglio 2023 i comandanti del Reggimento Azov sono stati rilasciati dalla Turchia e riportati in Ucraina dal presidente Zelens'kyj di ritorno da una visita diplomatica nel paese. Dopo essere stata completamente distrutta a Mariupol, l'Azov è stata ricostituita come brigata nell'aprile 2023, e a luglio è stato annunciato che Prokopenko è in fase di riabilitazione e presto avrebbe rispreso le sue funzioni al comando dell'unità.
Il 15 aprile 2025 è stato nominato comandante del nuovo 1º Corpo "Azov" della Guardia Nazionale, costituito a partire dalla 12ª Brigata operazioni speciali "Azov" in seguito alla riforma che ha portato alla creazione dei comandi intermedi di corpo d'armata, il quale comprende in totale 5 brigate. Nell'agosto successivo Prokopenko ha guidato il Corpo "Azov" nel settore di Pokrovs'k per contrastare l'avanzata russa sulla città, riuscendo a liberare sei villaggi.

## Accuse di neonazismo
Prokopenko è stato un militante attivo del "White Boys Club", un gruppo neonazista ucraino della Dinamo Kiev che diffondeva la cultura fascista, l’odio verso i neri e gli immigrati, elogiava i perpetratori dell'Olocausto e promuoveva i simboli delle Waffen-SS. Durante il periodo trascorso da Prokopenko nell'Azov, il suo plotone era soprannominato "Divisione Borodach", nella cui insegna vi era il Totenkopf, il simbolo del teschio e delle ossa incrociate usato dalle SS e popolare simbolo neonazista.
Il 30 luglio 2024, l'europarlamentare ceca Kateřina Konečná ha descritto Prokopenko come "un neonazista e un hooligan della Dynamo Kyiv" quando si è lamentata con Jan Lipavský, ministro degli Esteri ceco, della visita a Praga della 3ª Brigata d'assalto "Azov" e degli ex soldati di Azov.